# Zembrzyce (gmina)
Zembrzyce – gmina wiejska w województwie małopolskim, w powiecie suskim. W latach 1975–1998 gmina położona była w województwie bielskim. W skład gminy wchodzą następujące wsie: Zembrzyce (siedziba gminy), Marcówka, Śleszowice, Tarnawa Dolna i Tarnawa Górna.

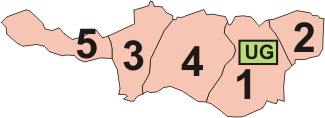
Podział gminy Zembrzyce: 1. Zembrzyce (siedziba gminy), 2. Marcówka, 3. Śleszowice, 4. Tarnawa Dolna, 5. Tarnawa Górna

Według danych z 30 czerwca 2004 gminę zamieszkiwało 5527 osób.

## Położenie
Gmina Zembrzyce położona jest w północnej części powiatu suskiego, rozciągnięta silnie ze wschodu na zachód wzdłuż dwóch dopływów Skawy – Tarnawki i Paleczki. Sama Skawa stanowi główną oś gminy, wzdłuż której biegnie droga krajowa i linia kolejowa z Krakowa do Zakopanego. Gmina położona jest na granicy Beskidu Makowskiego i Małego.

## Struktura powierzchni
Według danych z roku 2002 gmina Zembrzyce ma obszar 39,9 km², w tym:
- użytki rolne: 50%
- użytki leśne: 39%

Gmina stanowi 5,82% powierzchni powiatu.

## Demografia

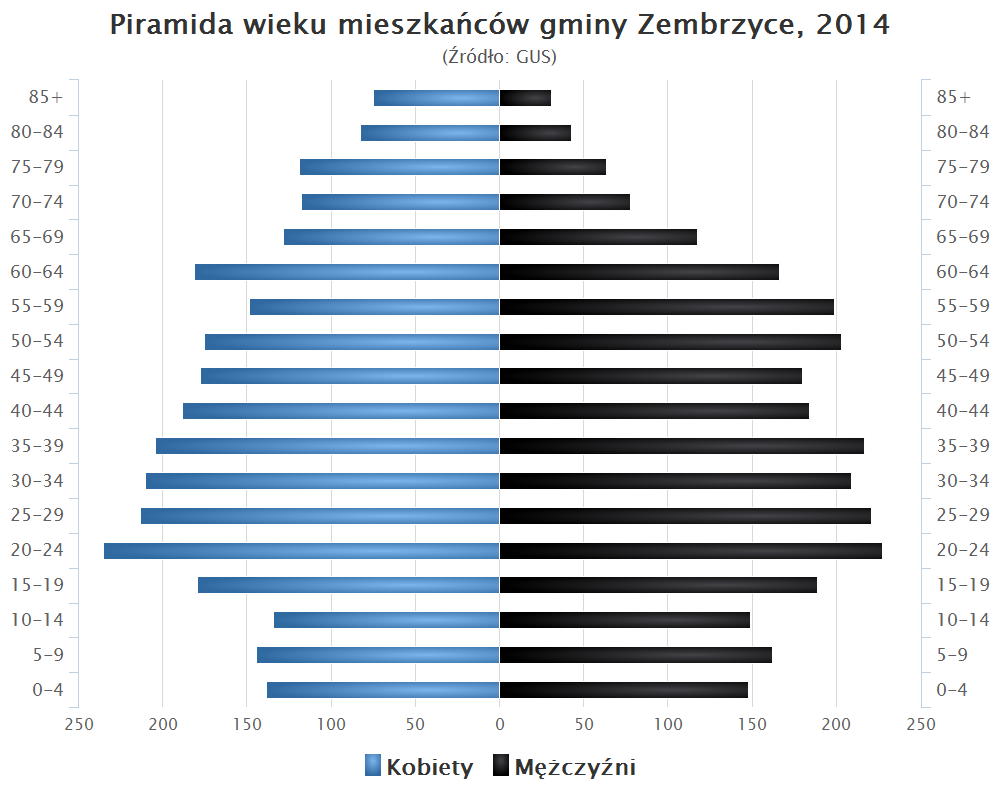
Piramida wieku mieszkańców gminy Zembrzyce w 2014 roku

Dane z 30 czerwca 2004:
| Opis                              | Ogółem | Ogółem | Kobiety | Kobiety | Mężczyźni | Mężczyźni |
| --------------------------------- | ------ | ------ | ------- | ------- | --------- | --------- |
| jednostka                         | osób   | %      | osób    | %       | osób      | %         |
| populacja                         | 5527   | 100    | 2811    | 50,9    | 2716      | 49,1      |
| gęstość zaludnienia (mieszk./km²) | 138,5  | 138,5  | 70,5    | 70,5    | 68,1      | 68,1      |

## Historia
Osadnictwo na terenie współczesnej gminy Zembrzyce pojawiło się wcześniej niż w pozostałych częściach powiatu. Wynika to z tego, że akcja osadnicza, prowadzona początkowo przez książąt oświęcimskich, posuwała się tutaj w górę biegu Skawy. Zembrzyce powstały już prawdopodobnie pod koniec XIII wieku, na pobliskim wzgórzu powstała zamek obronny. W XIV wieku powstały także wsie Tarnawa Dolna i Sleszowice. Na przełomie XV i XVI wieku powstała Marcówka, w której istotną rolę odegrali osadnicy wołoscy. Najpóźniej, bo dopiero w XVII wieku, powstała Tarnawa Górna. Wszystkie te wsie były w posiadaniu prywatnych właścicieli. W ciągu swojego istnienia wielokrotnie zmieniały właścicieli.
Obszar gminy Zembrzyce od XIX wieku podlegał dość silnym wpływom Wadowic. Sucha była bowiem wówczas wsią o średnim znaczeniu i liczbie ludności porównywalnej z Zembrzycami. Dopiero od połowy XX wieku obszar ten podlegał administracyjnie władzom w Suchej Beskidzkiej.

## Turystyka
Gmina posiada dobre warunki do rozwoju turystyki. Jeszcze przed wojną powstawała tu infrastruktura turystyczna. Obecnie baza noclegowa posiada kilkaset miejsc.

## Zabytki
- Zembrzyce:
  - kościół parafialny z początku XX wieku, wewnątrz wyposażenie ze starszego kościoła z XVII wieku,
  - dwór z XIX wieku, odnowiony
  - ślady obronnego zamku nad Skawą,
- Śleszowice:
  - dwór z początku XIX wieku,
  - dwie zabytkowe kaplice,
- pozostałe miejscowości:
  - kaplice i figury przydrożne
- Tarnawa Dolna:
  - Kościół pw. św. Jana Kantego[4]

## Sąsiednie gminy
Budzów, Maków Podhalański, Mucharz, Stryszawa, Stryszów, Sucha Beskidzka, Wadowice